# Валерия Максимилла
Вале́рия Максими́лла (лат. Valeria Maximilla; 280 — 312) — дочь императора Галерия и жена императора Максенция.
Вышла замуж за Максенция около 293 года (точная дата неизвестна); брак был попыткой создать союз между семьями Галерия и Максимиана, отца Максентия и императора на западе. У них было два сына: старший Валерий Ромул родился приблизительно в 295 году; имя другого сына неизвестно, но, возможно, это Аврелий Валерий, казнённый в 312 году. Будучи дочерью императора, она носила титул nobilissima femina.
Её муж был провозглашён императором в октябре 306 года вопреки желанию отца Валерии Максимиллы, который пытался свергнуть узурпатора в 307 году, но безуспешно. Максенций оставался правителем Рима, Италии и Африки до 312 года, когда в Италию вторгся Константин I. Валерия и её супруг были вместе перед битвой у Мульвийского моста; после этого она исчезает со страниц истории. Её судьба неизвестна. Их сын Ромул умер в 309 году.
Изображение Валерии Максимиллы нет ни на одной из монет, отчеканенных Максенцием; возможно, она изображена на повреждённой скульптуре, которая сейчас находится в Капитолийских музеях. Если это действительно Максимилла, то скульптура была изуродована после свержения её мужа, когда его собственные изображения также были испорчены.
Максимилла может быть безымянной королевой, которая фигурирует в агиографии святой Екатерины Александрийской Иакова Ворагинского (одна из историй в «Золотой легенде»). В этой истории королева обратилась в христианство после встречи с Екатериной, а затем обе женщины были подвергнуты пыткам и казнены Максентием, изображённым здесь как гонитель христиан.